# 王宗成
王宗成（1965年3月—），男，汉族，安徽肥东人，中华人民共和国政治人物。中国证券监督管理委员会会计部主任。王宗成在中国证监会系统工作近三十年，2022年6月因涉嫌严重违纪违法被纪委调查。

## 生平
1998年至2018年历任中国证券监督管理委员会会计部处长；证监会陕西监管局副局长；证监会稽查局副局长；证监会创业板发行监管部巡视员兼副主任；中国证监会浙江监管局党委书记、局长等职。2018年12月任中国证券监督管理委员会会计部主任。2022年6月2日，因涉嫌严重违纪违法，接受中央纪监委驻中国证监会纪检监察组调查。